# Lúcio Arrúncio, o Jovem
Lúcio Arrúncio (em latim: Lucius Arruntius; antes de 27 a.C.—37), dito o Jovem (em latim: Minor), foi um senador romano eleito cônsul em 6 com Marco Emílio Lépido. Elogiado por Tácito, Arrúncio é famoso por sua disputa com os prefeitos pretorianos Sejano e Macro que terminou com seu suicídio em 37 depois de ser preso por uma falsa acusação de irreverência ao imperador Tibério.

## Primeiros anos e ancestrais
Arrúncio descendia de uma antiga e nobre família e era filho de Lúcio Arrúncio, o Velho, um almirante lembrado por seu papel na Batalha de Ácio (31 a.C.), quando comandou a frota de Otaviano.
Nada mais se sabe sobre a carreira de Arrúncio, o Jovem, antes do consulado em 6, mas sabe-se que ele era um dos mais respeitados membros do Senado Romano na época, muito admirado por sua erudição e integridade. Ele foi também descrito como um "um homem de virtudes imaculadas", "rico", "corajoso" e de "brilhantes realizações e popularidade correspondente". Arrúncio também não tolerava sicofantas. Em suas últimas conversas com Tibério, o imperador Augusto descreveu Arrúncio como "não indigno do Império e de coragem suficiente para tomá-lo se a oportunidade surgir".

## Ascensão de Tibério (14)
Na primeira sessão do Senado depois da morte de Augusto, ocorrida em 19 de agosto de 14, os detalhes de seu funeral foram discutidas. Uma moção de Arrúncio foi aprovada e determinou que os títulos das leis aprovadas e os nomes das nações conquistadas por Augusto deveriam ser levadas na frente da procissão funeral.
A ascensão de Tibério foi um assunto bastante delicado pois manter o equilíbrio de Augusto entre as tradições republicana e as realidades imperiais não era uma tarefa simples. Tibério era enteado de Augusto, filho de sua esposa Lívia de um casamento anterior.
Durante as discussões no Senado, Tibério deixou escapar um comentário indicando que ele aceitaria uma parcela da responsabilidade pelo Império, mas não toda. Em resposta, Caio Asínio Galo e Arrúncio discursaram perguntando a Tibério qual parcela de responsabilidade ele desejava para que se convencesse de que o estado deveria ser comandado por uma única pessoa. Tibério possivelmente sentiu que estes discursos tinham o objetivo de envergonhá-lo e que os senadores haviam percebido a sua pretensão, o que provavelmente o deixou furioso e ressentido. Este episódio pode estar na origem da animosidade de Sejano, o prefeito pretoriano, em relação a Galo e Arrúncio.

## Reinado de Tibério
Durante o reinado de Tibério, Arrúncio serviu no Senado como um líder de oposição de facto, ou seja, ele atuava no limite do que se permitia para um opositor ao principado. Em 15, depois de fortes chuvas, o Tibre transbordou e inundou várias partes de Roma. O Senado nomeou Arrúncio e o famoso jurista Caio Ateio Capitão para que encontrassem uma forma de confinar o rio. Por iniciativa dos dois, a questão de se os afluentes do Tibre deveriam ser desviados para diminuir a quantidade de água chegando ao rio foi levada ao Senado, mas diversas embaixadas de colônias vizinhas (Florência, Reate e Interamna Pretuciana) foram enviadas para pedir que o plano não fosse implantado, pois isto provocaria inundações em suas próprias terras. Além disso, outros senadores mencionaram ritos sagrados, bosques e altares que deveriam ser considerados e respeitados. No fim, os senadores decidiram não fazer nada. Tibério possivelmente queria que o problema fosse resolvido, pois resolveu instituir uma nova comissão, desta vez com cinco senadores, para tratar novamente da questão e Arrúncio provavelmente a presidiu. A nomeação dele para este comitê provavelmente foi um movimento do imperador para conseguir o apoio do prestigiado senador.
Em 20, Cneu Calpúrnio Pisão tentou contratar Arrúncio para defendê-lo durante seu julgamento pelo assassinato de Germânico, mas Arrúncio se recusou, presumivelmente por causa da comoção pública contra Pisão. No ano seguinte, Arrúncio defendeu Lúcio Cornélio Sula Magno contra Cneu Domício Córbulo numa disputa entre os dois. Em 25, Lúcio Pisão, governador da Hispânia Tarraconense foi assassinado por um nativo e Tibério nomeou Arrúncio como governador no lugar dele. Mas, sem confiar completamente em Arrúncio, Tibério só permitiu que ele governasse in absentia, obrigando-o a permanecer em Roma.

## Conflito com Sejano
Entre 14 e 31 Lúcio Élio Sejano foi o prefeito da Guarda Pretoriana, uma posição de muito poder e influência durante o principado. Inicialmente, na época de Augusto, a Guarda Pretoriana era uma espécie de guarda pessoal do imperador. Sob Sejano, porém, ela evoluiu para um poderoso e influente ramo do governo envolvido na segurança pública de Roma, na administração civil e, em última instância, na intercessão política junto aos imperadores. Estas mudanças teriam um papel duradouro nos próximos 200 anos do Império Romano. Sejano era um homem ambicioso e desejava ser imperador. Consequentemente, ele via Arrúncio como um obstáculo que precisava ser eliminado. Em 31, Sejano articulou uma acusação de maiestas ("traição") contra Arrúncio por dois de seus lacaios, Aruseio e Sanquínio. Talvez alertado por sua cunhada Antônia, Tibério percebeu o esquema de Sejano e extinguiu o processo. Os acusadores foram punidos e Sejano foi executado.

## Morte
No livro 6 dos "Anais", Tácito informa que, em 37, Arrúncio e sua amante Albucila foram presos acusados de irreverência em relação ao imperador e de adultério por iniciativa de Névio Sutório Macro, o novo prefeito pretoriano. Arrúncio, já bastante idoso, se matou cortando os pulsos, possivelmente cansado das constantes artimanhas dos prefeitos pretorianos Sejano e Macro. Ele já sabia que, naquela época, Tibério estava doente e provavelmente não se recuperaria e que o futuro seria ainda pior no reinado do sucessor dele, Calígula. Segundo Tácito, suas últimas palavras foram: "Eu não posso na minha idade me tornar um escravo de um novo mestre como ele". Anos mais tarde, Caio Sílio discursou no Senado que a fama de Arrúncio era resultado de sua "vida incorrupta".

## Família
Arrúncio teve um filho adotivo, Lúcio Arrúncio Camilo Escriboniano, que foi nomeado governador da Dalmácia por volta de 40 e tentou se revoltar contra Cláudio em 41, o que sugere que Arrúncio tenha inculcado em seu filho ideias revolucionárias.